# Elymniopsis ratrayi
Elymniopsis ratrayi är en fjärilsart som beskrevs av Sharpe 1902. Elymniopsis ratrayi ingår i släktet Elymniopsis och familjen praktfjärilar. Inga underarter finns listade i Catalogue of Life.